# Fraktion
En fraktion er en gruppe personer i et parti, organisation,  eller lignende med et sæt særstandpunkter eller særinteresser.

## Fanfraktioner
Man bruger dog også "fraktioner" uden for den politiske verden. Mange større fodboldklubber har fanfraktioner tilknyttet klubben, som har til formål at støtte en klub. Fraktionerne består af supporters / fans. Fraktionen kan være opstået af geografisk årsager, således de medlemmerne kommer fra et bestemt område. Det kan også være fordi, at medlemmerne i fraktionen har en bestemt holdning til hvordan man bakker op om sit hold, f.eks. om man vil bruge romerlys og hvilke sange man vil synge. Nogle fanfraktioner kan være meget fanatiske, og deltage aktivt på tribunen for at støtte holdet. Enkelte fraktioner er voldelige og kan dermed betegnes som hooligans. Mange fanfraktioner er bygget op omkring Ultraskulturen, hvor man har sine egen identitet og overbevisninger om hvordan man går til fodbold og hvordan man støtter op om sit hold. Der kan ofte forekomme stridigheder imellem fraktionerne selvom de støtter den samme klub, da fraktionerne ofte har vidt forskellige grundværder.